# 桃花島
29°50′05″N 122°15′54″E / 29.8347863°N 122.2649582°E

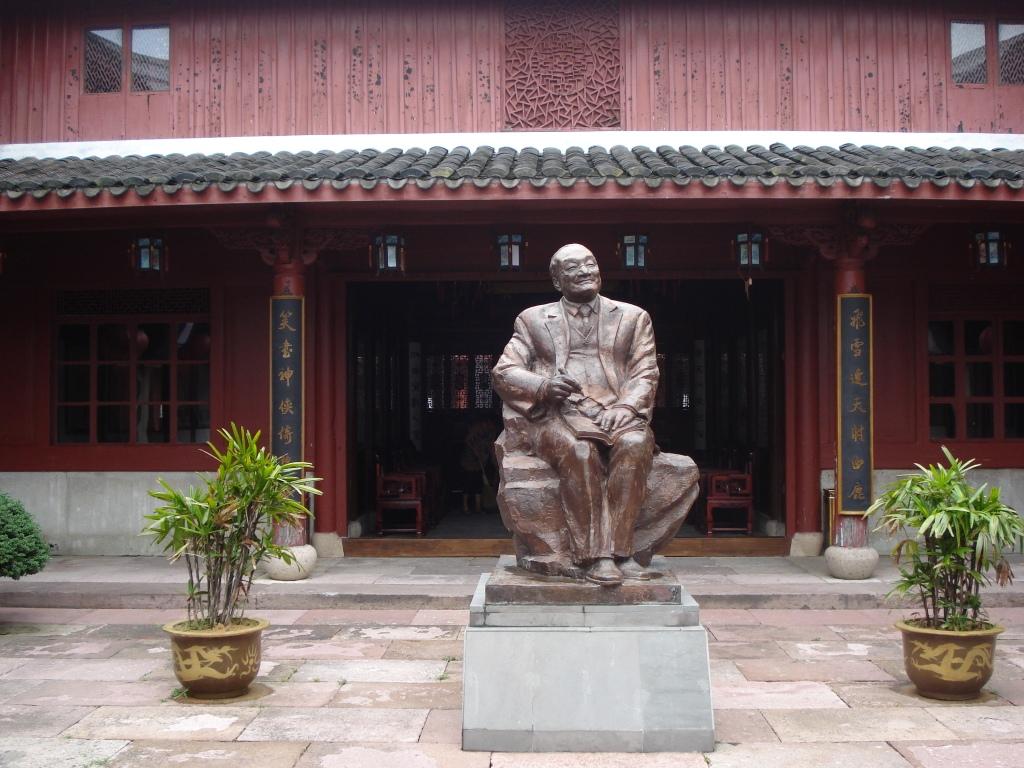
桃花岛上的金庸铜像

桃花島是中國大陸東部外海舟山群島中的一個島嶼，行政區劃屬於中華人民共和國浙江省舟山市普陀區桃花镇。桃花岛是省级风景旅游区，2007年获浙江“美丽乡村”美称。有塔湾金沙、安期峰、桃花峪、大佛岩、悬鹁鸪岛、桃花港6大景区，拥有金沙日出、金龙吐珠、安期云雾等12大景观，有弹指峰、东海神珠、白雀寺、清音洞、安期炼丹洞、观音望海、仙人桥、千层岩等100多个景点。2006年上岛游客达到60多万人次，适合游玩的季节是每年的五月至十月。

## 金庸塑像爭議
香港作家金庸的著名武俠小說《射鵰英雄傳》中，五大高手之一的「東邪」黃藥師及其女兒——小說的女主角黃蓉皆居於桃花島，自此，桃花島與金庸小說扯上關係。廿一世紀初，桃花島當地觀光業因為中國電視製作人張紀中在當地拍攝的幾部由金庸武俠小說作品改編之連續劇而獲得較大發展，當地政府及張紀中乃有在當地為金庸塑像的提議。此一提議經傳播媒體披露後，引發外界「浪費公帑」、「巴結名流」等批評；而針對塑像一事，金庸則公開表示「恕難同意」。但是该塑像最终仍然被竖立在岛上的“金庸文化园”中。

## 历史事件
1752年11月，日本宫城县气仙沼市“春日丸”号商船在因突遇暴风船体严重受损，于海上漂泊4个月之久后漂至桃花岛外海，船上13名日本船员为桃花岛庵跟村居民所救，并获定海县和宁波府地方官员厚待在定海休养10月余。回国后的日本船员于家谱中记载此事，后代多次到桃花岛谢恩。该事件也促使舟山市和气仙沼市最终缔结为友好城市。

## 外部連結
- 桃花鎮官方網站
- 金庸銅像爭議報導之一 （页面存档备份，存于）
- 能否重建“春日丸”